# Sebastian Sailer
Johann Valentin Sailer (12 de febrero de 1714, Weißenhorn – 7 de marzo de 1777, Obermarchtal), fue un monje premostratense, predicador y escritor alemán del Barroco. Su fama la debe especialmente a sus comedias en dialecto suabo y se le considera el creador y maestro de la literatura en suabo.

## Vida y obra
Sailer era hijo de un escribano de los Fucar (o Fugger) en Weisshorn. Ya en su infancia ingresó en el monasterio premonstratense de Obermarchtal. En 1730 toma el nombre eclesiástico de Sebastián, en 1732 toma los votos y en 1738 es ordenado sacerdote. Desde 1732 es profesor en la escuela del monasterio de Obermarchtal, enseñando, entre otras materias, derecho canónico. Además realiza las funciones de párroco de los pueblos de Seekirch am Federsee y Reutlingendorf (actualmente forma parte de Obermarchtal). 

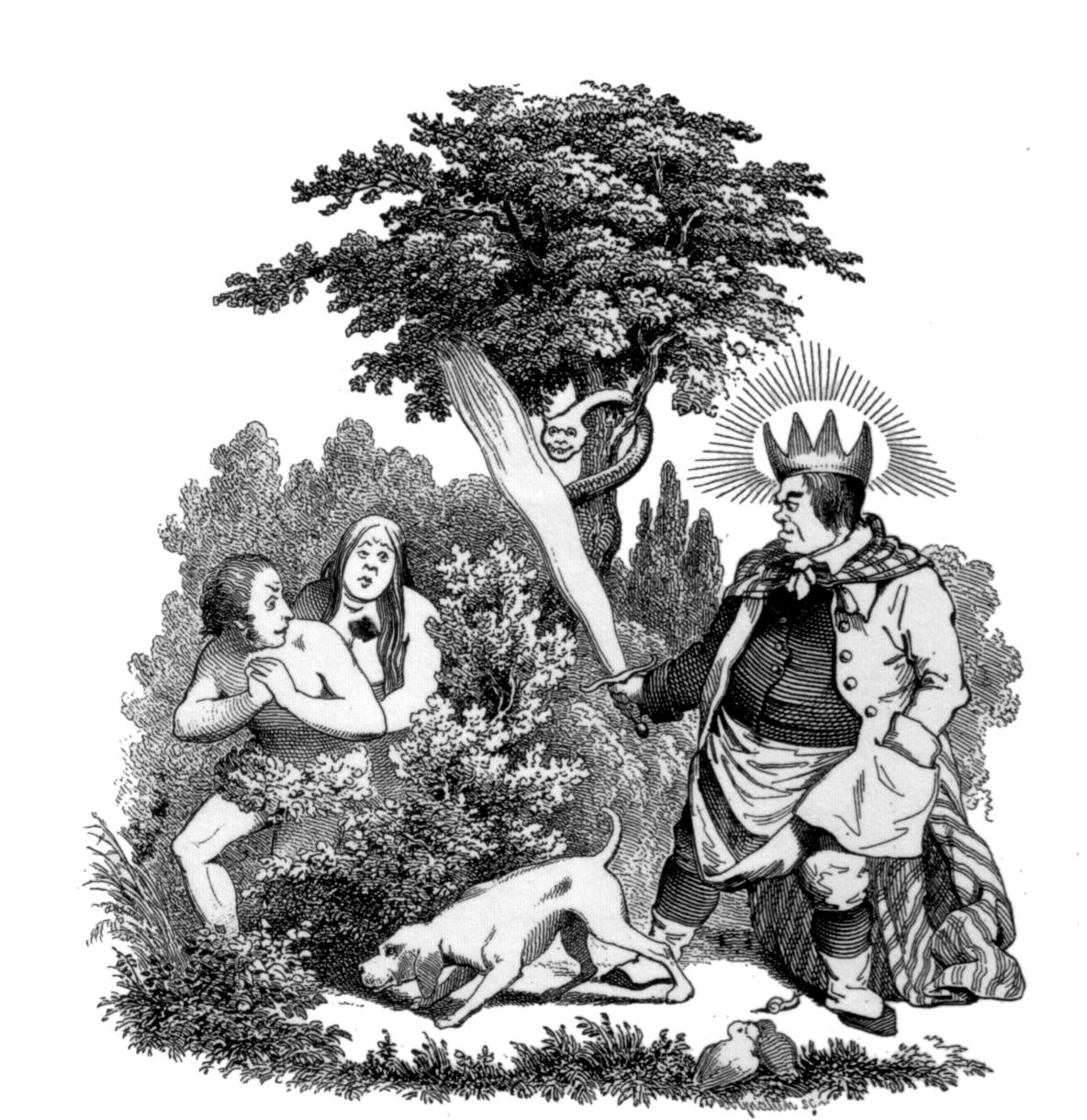
Die Schwäbische Schöpfung (La Creación suaba).

### La Creación suaba
El 10 de noviembre de 1743 estrena en el monasterio de Schussenried su nueva opereta Schöpfung der ersten Menschen, der Sündenfall und dessen Strafe (Creación del primer hombre, la caída en el pecado y su castigo; más tarde conocida como Die schwäbische Schöpfung, La Creación suaba). La zarzuela, que se considera como la obra cumbre de Sailer, traslada de forma cariñosa, aunque un tanto grosera, la historia de Adán y Eva al mundo de los campesinos de la Alta Suabia. Dios, Adán y Eva hablan y cantan sobre el escenario en dialecto suabo. La comedia tuvo mucho éxito y en 1796 el músico de la abadía de Weingarten, Meingosus Gaelle, la convirtió en ópera con el nombre de Adam und Evas Erschaffung (La creación de Adán y Eva), aprovechando con seguridad la música que había compuesto Sailer. 
La Creación suaba ha seguido teniendo éxito hasta la actualidad y ha tenido numerosas ediciones, algunas ilustradas, aunque no en vida del autor. La obra se representa todos los años en los Sebastian-Sailer-Tage (Días de Sebastian Sailer) en Obermarchtal.
A principios del siglo XX se encontró en el monasterio de Mehrerau, cerca de Bregenz, una continuación de la Creación, Kain und Abel (Caín y Abel). Sin embargo, la obra no se puede atribuir con seguridad a Sailer y además existen trozos en alemán estándar, lo que hace pensar en una adaptación o en la obra de un imitador.

### La caída de Lucifer
La comedia en dialecto suabo Der Fall Luzifers (La caída de Lucifer) no se puede datar con exactitud, pero tuvo que ser posterior a 1738 por una referencia a la ejecución de Joseph Süß Oppenheimer que aparece en el texto.
Esta grotesca comedia cuenta la transformación en demonio de Lucifer y de la necesidad de retirar ángeles guardianes de la Tierra para reforzar los ejércitos celestes. Sailer, parodiando dialectos y lenguas, ridiculiza las particularidades y pecados de diferentes pueblos. Así el ángel de los franceses denuncia la soberbia, el de lo suabos fustiga la gula, el de los suizos la tacañería infernal y también aparece un ángel bávaro: Hanswurst (literalmente Juansalchicha). Hacia el final de la obra, Lucifer es encerrado en un retrete y finalmente se le castiga a beber un trago del vino del lago Constanza por cada una de sus fechorías; Sailer al parecer no apreciaba especialmente esos vinos.

### Los siete suabos
También en la historia burlesca y profana titulada Die sieben Schwaben (Los siete suabos), en la que siete valientes suabos van a cazar conejos, hay lugar para el escarnio. Los protagonistas son el Gelbfüßler (Piesamarillos, mote que reciben los habitantes de Baden), el glotón Spätzlesschwab (Suabo de los Spätzle), el rebelde Mückenschwab (Suabo de las Moscas), el sucio Spiegelschwab (Suabo del Espejo), el gigante Blitzschwab (Suabo del Rayo), el orgulloso Suppenschwab (Suabo de las Sopas) y el dicharachero Allgäuer (gentilicio de los habitantes del Allgäu). 
En la comedia Schwäbischer Sonn- und Mondfang (La caza suaba del sol y la luna), algunos aldeanos suabos intentan controlar el tiempo atrapando la luna y el sol.
La obra Die Schultheißenwahl zu Limmelsdorf (La elección del alcalde de Limmelsdorf) está realizada casi por completo en versos alejandrinos. Fue estrenada en la escuela monacal de Obermarchtal y contiene elementos tanto burlescos como didácticos.

### Predicador codiciado y autor polivalente
A partir de 1756 Sailer se convierte en párroco de Dieterskirch, en el sudeste de Baden-Württemberg. De 1761 a 1763 visita a menudo al Conde Friedrich von Stadion en Warthausen, dónde también conoce a Christoph Martin Wieland y Sophie von La Roche. 
Sailer era un predicador muy solicitado y a menudo realizaba viajes para dar sus prédicas. En 1750 fue invitado por la poderosa Abadía Imperial de Salem para dar el sermón con ocasión de la entrega de una imagen a la iglesia de peregrinación de Birnau. En 1762 viajó a Augsburgo y a Landsberg am Lech, en 1764 leyó el sermón de San Ignacio de Loyola en los jesuitas de Wurzburgo, en 1766 lee el sermón con ocasión del milenario del monasterio de Ottobeuren y en 1767 lee el sermón de San Ulrrique para la asociación suaba de Viena. Durante este viaje consiguió incluso una audiencia con María Teresa I.
La hija de María Teresa I, María Antonia (la que se convertiría en María Antonieta, reina de Francia), visitó el monasterio de Obermarchtal en su viaje de Viena a París para contraer nupcias el 1 de mayo de 1770 con Luis XVI de Francia. En su honor se representó la cantata/homenaje Beste Gesinnungen Schwäbischer Herzen (in einer einfältigen Kantate abgesungen; Los mejores deseos de los corazones suabos, recitados en una cantata simple). En la divertida obra se alternan versos patéticos en alemán estándar del Genio de Marchtall y de Amor, con otros en suabo de los campesinos Theißle, Joackele, Veitle y Michel y del coro.
En la Kantate auf die Aderlässe (Cantata de las sangrías) también se enfrentan un médico que habla alemán estándar con un campesino de la Alta Suabia, hasta llegar a un duelo dialéctico bilingüe (Herr Dokter! krank bi-n-i, As beißt mi, und klimmt mi / Freund! schick nur zum Bader, Lass öffnen ein Ader; ¡Zeñó doctó! Ehtoy mú malo, me pica y me pellihcah / ¡Amigo! Ve al barbero y déjate hacer una sangría.) Hacia el final las palabras del médico también tienden al dialecto.
En 1771 publica, con ocasión del 600 aniversario del monasterio, la historia del mismo en Das Jubilierende Marchtall (El Marchtall jubiloso).
En su comedia en prosa Die schwäbischen heiligen drei Könige (Los Reyes Magos suabos; fechable hacia 1771 por una mención de los Reyes Magos a la 4ª Guerra Ruso-Turca en la península de Crimea) Sailer mezcla la leyenda con la vida en la aldea de su tierra natal. Herodes es representado como el tabernero del pueblo, los tres Reyes Magos como cantores, que van de casa en casa el Día de Reyes y que piden de comer y de beber, lo que provoca el rechazo de la esposa del tabernero, señalando la obligación de ayunar el día antes de Reyes.
En 1773 Sailer sufrió un ataque de apoplejía y se retiró de su puesto de párroco en Dieterskirch, refugiándose en el monasterio de Obermarchtal. Tras su muerte en 1777 fue enterrado en el sepulcro del monasterio.

## Importancia y singularidad
En vida, Sailer era conocido fuera de sus parroquias como predicador y estudioso. Su fama póstuma se basa sin embargo en sus textos en dialecto suabo, que se colocan dentro de la tradición de la comedia de benedictinos de Salzburgo y de las antiguas parodias rústicas bávaras. Sin embargo el mayor parecido lo muestran con las comedias dialectales austríacas del monje benedictino de Lambach, Maurus Lindemayr.
Monika Küble, en un ensayo del 2003, afirma que Sailer, como buen párroco cercano a sus fieles, habría presentado sus comedias como diversión, para una instrucción romántica. Küble ve al público de Sailer entre los nobles y la burguesía, como por ejemplo en el Musenhof (Patio de las Musas) del Conde de Stadion en Warthaus. En el Musenhof el público se divertía con obras como el Geschichte der Abderiten (Historia de los Abderitas) de Wieland, que satiriza a los ciudadanos de Biberach an der Riß (véase Küble, 2003). 
Los pocos testimonios que existen sobre representaciones de obras de Sailer, indican más bien hacia un público monacal: por lo menos la Schwäbische Schöpfung fue estrenada frente a los canónigos de la colegiata de Schussenried, que tenían amistad con el monasterio de Obermarchtal. Los alumnos de la escuela del monasterio de Obermarchtal representaron la Schultheißenwahl. También los prólogos en latín señalan un público culto.
El humor de Sailer no es nunca condescendiente o de denuncia, por lo que se puede concluir que – fuera quien sea su público – Sailer se ríe con sus parroquianos suabos y no de ellos. Sailer fue el primer autor que empleó el dialecto suabo no solo para caricaturizar o ganar algún punto de humor. También trata los temas importantes de forma consecuente en dialecto, sin ningún tipo de simplificación o remilgo característicos del lenguaje culto. El traslado de los acontecimientos bíblicos al ambiente campesino de la Alta Suabia, muestra la enorme empatía de Sailer – de hecho, un teólogo reconocido en la época – con sus parroquianos. Integra el día a día de los campesinos de formas variadas en el transcurrir teológico de la Biblia (el Paraíso tiene naturalmente una cancela: Gott Vatter gôht grad zuar Gatathür rei, Dios Padre entra por la puertecilla del jardín), que llegan hasta ingeniosas transcripciones de citas de la Biblia. Así, en palabras de Dios Padre:
| Nuits ischt Nuits und wead Nuits weara, drum hau-n-i wölla a Wealt gebäara, grad um dui Zeit, wo's nimma viel schneit und bessare Lüftla geit. | Nada es nada y se convertirá en nada por eso he querido alumbrar un Mundo precisamente en la época en la que ya no nieva mucho y hay mejor aire |

comienza su Creación suaba, que el Creador, por razones obvias, coloca en primavera:
| Im Sommer eaba, dô geit as mit Weatter an au'b'schtändigs Leaba, wenn's durnat, wenn's blitzat und haglat; wia bald ischt as g' scheha, dass as Weatter drei' schlecht, denk noache, ob's ebba-n-itt au so gauh' mecht. Zuadeam, wenn as hoiß, hôt oinar viel Schwoiß. Im Früehling ischt g'schwinder ällz g'schaffat und g'naglat. | En verano, ea lleva el tiempo una vida caprichosa, cuando truena, cuando caen rayos y graniza; enseguida ocurre, que el tiempo empeora piénsalo, así podría ir la aventura. Además, cuando hace calor se cubre uno de sudor. En primavera todo se hace rápido y con fiereza |

A falta de empleados, Dios se pone él mismo manos a la obra:
| Auhne Menscha, auhne Goischter bin i seall dar Zimmermoischter. | Sin hombres, sin almas soy yo solo el albañil. |

y finalmente, de forma análoga a Moisés 2,7, le da el soplo de la vida:
| Bursch, wach auf! Huescht und schnauf! Pf! Pf! ... Nieaß, zur Prob! (Adam niest) Healf dar Gott! Jetz leabt ar, Gott Lob! | Chiquillo, ¡despierta! ¡Tose y resolla! Pf! Pf! ... ¡Estornuda de prueba! (Adán estornuda) ¡Jesús! Ahora está vivo, ¡alabado sea Dios! |

De donde sacó Sailer el conocimiento de que volar produce mareo 40 años antes de los hermanos Montgolfier y 160 años antes del primer avión es un misterio. Sin embargo es seguro que conocía los carruajes, que se balanceaban violentamente durante sus largos viajes por los caminos de la época. En cualquier caso, Adán se queja cuando Dios lo lleva volando:
| Adam: Um tausad Gotts willa, i fluig wie a Balla. Gott Vatter, i bitt-ana, lau'd mi itt falla! Gott Vater: Druck d'Auga zua, thua itt so schreya. Adam: As g'schwindlat mar oimôl, i moi' i müess speya. | Adán:Por amor de Dios, vuelo como una pelota. Dios Padre, te pido, ¡no me dejes caer! Dios Padre: Cierra los ojos, no grites tanto. Adán: Me está entrando un mareo, creo que voy a vomitar. |

Adán pronto se siente solo, y el verso Ich muss auch bei den Leuten sein (Yo también tengo que estar entre la gente) de su aria, puede ser entendido como el credo del propio Sailer:
| Karthäuser leabat so; i muass au bey dia Leuta sey', suscht g' schmorrat mir mei' Maga ei'. 's ka' sey', i henk mi no. Krieg i Krankhoit und Trüebsala, wear wead nôh da Dokter zahla? | Los cartujos viven así yo tengo que estar entre la gente', sino se me encoge el estómago'. Quizás me cuelgue de un árbol. Si me pongo enfermo y melancólico, ¿quién pagará el médico? |

Sailer convierte Adán y Eva en un matrimonio desavenido, que ya empieza a discutir por la costilla de la que se ha creado a Eva. Al poco, Adán suspira:
| O wär i no ledig und hätt no koi' Weib, so brucht i koi' Predig, i bey ar itt bleib. O liaber Gott Vatter! Ui gib i sui hoi', i leg mi dô nieder, will leaba-n-alloi! | Ojalá estuviera todavía soltero y no tuviera mujer, no necesitaría prédicas, no me quedo junto a ella. ¡Querido Dios Padre! Le dejo su hogar, me establezco allí, ¡quiero vivir solo! |

Chistes similares todavía se emplean en Alemania en la actualidad en el teatro popular, en monólogos y espectáculos de humor de todo tipo para provocar la risa segura. El público del siglo XVIII debió reaccionar especialmente a este tipo de humor, sobre todo si se tiene en cuenta que provienía de un monje premonstratense. La exclamación de irritación de Adán tras haber mordido la manzana (Dar Tuifel hôt is b'schissa; o hätt i itt drei' bissa; El demonio nos ha jodido; ojalá no la hubiera mordido) provocaría incluso en la actualidad a los guardianes de la moralidad. El hecho de que se permitiera a Sailer escribir la cantata de homenaje a la futura reina de Francia en suabo, indica que por lo menos sus superiores en el monasterio estaban de acuerdo con su forma de escribir o por lo menos no le ponían trabas.
La Creación suaba, que fue editada tras la muerte del autor, fue muy apreciada por escritores como Johann Wolfgang von Goethe, que consideraba a Sailer muy entretenido, y Eduard Mörike, que las había leído con gran placer y citaba al autor a menudo. Sin embargo, ni Goethe (que era de Hesse) ni Mörike (que era suabo) llegaron a escribir en dialecto, a pesar de que Goethe escribiera «cada provincia ama su dialecto: pues es él el elemento en el que el alma crea su aliento.» Aun así, Martin Stern (1956) ve la Creación suaba como preludio a las farsas de Goethe.
El escritor Wilhelm Schussen escribió en 1924: «Se ha aprendido silesio por amor a Gerhart Hauptmann, bajo alemán por amor a Fritz Reuter y bávaro por amor a Ludwig Thoma. También habría que aprender suabo por amor a ese magnífico Sailer.»

## Obra

### Obra en suabo
El dialecto suabo de Sailer está influido por un aparte del habla de su ciudad natal Weißenhorn (en la actualidad en la Suabia bávara), y por otra del habla de sus parroquias de los pueblos de la Alta Suabia.
- Schöpfung der ersten Menschen, der Sündenfall und dessen Strafe (Die schwäbische Schöpfung, zarzuela cómica, 1743)
- Der Fall Luzifers (zarzuela cómica, después de 1738)
- Die sieben Schwaben, oder: Die Hasenjagd (sainete, hacia 1756)
- Beste Gesinnungen Schwäbischer Herzen (cantata, 1770)
- Die Schultheißenwahl zu Limmelsdorf (teatro, 1770)
- Die schwäbischen heiligen drei Könige (comedia, 1771)
- Bauernhochzeit (romance)
- Peter als Gott Vater (romance)
- diversas zarzuelas, que además de textos en latín y alemán estándar, conteienen también pasajes en dialecto

### Obra teológica e histórica
- Vier Sendschreiben wider H. P. Aug. Dornblüth (con el seudónimo Benastasii Liares, 1755-1756; Cuatro escritos contra H. P. Aug. Dornblüth)
- Das Marianische Orakel (libro moralizante, 1763; El oráculo mariano)
- Kempensis Marianus (libro moralizante en latín, 1764)
- Geistliche Reden (3 tomos, 1766-1770; Conversaciones espirituales)
- Das jubilierende Marchtall oder Lebensgeschichte des hochseligen Konrad Kneers. Weiland dreyzehnten Abtens des besagten unmittelbaren freyen Reichsstifts, des heiligen exempten Ordens von Praemonstrat an der Donau in Schwaben / nebst Vortrab von dessen Stiftung, und Nachtrab dessen Vorstehern binnen 600 Jahren, aus sichern Urkunden niedergeschrieben von Sebastian Sailern (Historia, 1771; El Marchtall jubiloso o la historia vital del beatísimo Konrad Kneers.)
- Geistliche Schaubühne (Oratorium, 1774; Escenario espiritual)

## Ediciones
- Das Jubilierende Marchtall. Obermarchtal 1771 (Reedición: editado por Wolfgang Schürle. Konrad, Weißenhorn 1995, ISBN 3-87437-370-3)
- Sebastian Sailers geistliche Schaubuehne des Leidens Jesu Christi. In gesungenen Oratorien aufgefuehrt. Rieger, Augsburg 1774 (Reedición: Konrad, Weißenhorn 1997, ISBN 3-87437-394-0)
- Adams und Evens Erschaffung und ihr Sündenfall. 1783 (Facsímil: Biberacher Verlagsdruckerei, Biberach 1977)
- Schriften im schwäbischen Dialekte. Editado por Sixt Bachmann. Buchau am Federsee 1819
  - Reedición. Ulm 1827
  - Reedición. Ebner'sche Buchhandlung, Ulm 1842-1893 (hasta 1860 con ilustraciones de Julius Nisle, más tarde con ilustraciones de G. Heyberger)
  - Reedición con introducción y aclaración de Franz Georg Brustgi. Knödler, Reutlingen 2000, ISBN 3-87421-061-8
  - Reedición de Hans Albrecht Oehler. Konrad, Weißenhorn 2000, ISBN 3-87437-437-8
- Ausgewählte Dialektdichtungen aus den Schriften Sebastian Sailers. Editado y biografía de Johann Schneiderhan. Friedrich Alber, Ravensburg 1907
- Die biblischen und weltlichen Komödien des hochwürdigen Herrn S. Sailer weiland Kapitulars im Kloster zu Obermarchthal. Editado por Dr. Owlglass. Langen, Múnich 1913
- Die schwäbische Schöpfungsgeschichte. Con dibujos de la Sra. Bilek. Günther, Stuttgart 1948
- Dreikönigspiel. Die schwäbischen heiligen drey Könige. Die sieben Schwaben. Lustspiel in 2 Teilen. Reedición de Carl Oskar Renner. Höfling, Múnich 1949
- Die Schöpfung der ersten Menschen, der Sündenfall und dessen Strafe. Editor, postfacio y traducción del prólogo en latín al suabo de Sebastian Blau, Marbach am Neckar 1956
- Sebastian Sailer. Jubiläumsausgabe zum 250. Geburtstag des Dichters. Editado por Lorenz Locher. Lorenz Locher (Publicación propia), Munderkingen 1965
- Schwäbische Schöpfung samt Sündenfall. Reedición de Alfred Weitnauer. Verlag für Heimatpflege, Kempten 1968
- Die Schöpfung. Editado por Martin Stern. (Reclams Universalbibliothek; Bd. 4231). Reclam, Stuttgart 1969
- Die Schöpfung der ersten Menschen, der Sündenfall und dessen Strafe. Revisado y adaptado al alemán estándar por Ernst Leopold Stahl. Chronos-Verlag Mörike, Hamburg hacia 1970
- Meingosus Gaelle: Adam und Evas Erschaffung. Grabación: SWF, 1989. Edición en LP con libreto: SWF, Baden-Baden 1987 y Attempto-Verlag, Tübingen 1987. Edición en CD con libreto: Deutsche Austrophon, Diepholz 1999
- Meingosus Gaelle: Adam und Evas Erschaffung. Eine komische Oper nach P. Sebastian Sailers „Schwäbischer Schöpfung“. Editado por Maria Bieler, Rudolf Faber y Andreas Haug. Partitur. Friedemann Strube, Múnich y Berlín 2001, ISBN 3-921946-50-6